# Râul Trestia, Blăgești
Râul Trestia este un curs de apă, afluent al râului Blăgești. 